# Pantalla principal de vuelo

Ejemplo de una pantalla principal de vuelo.

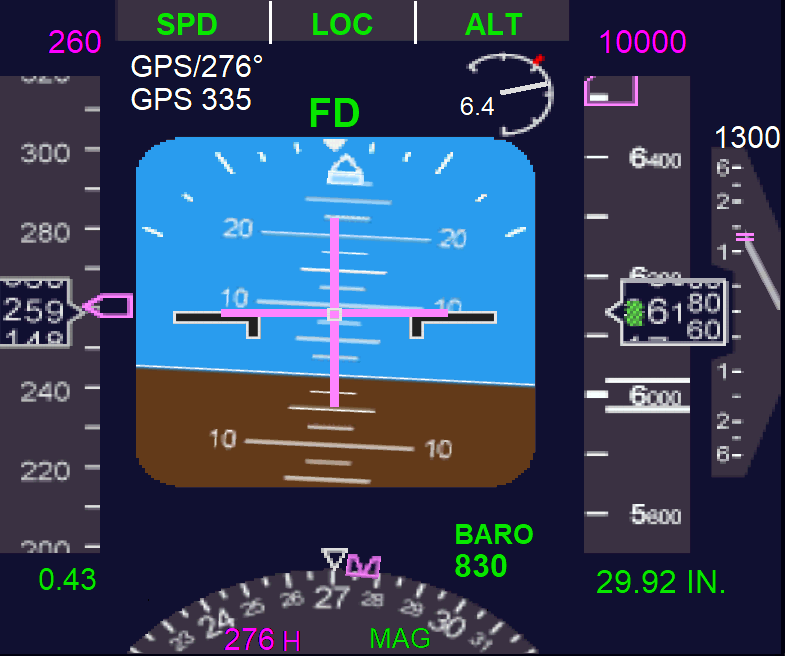
PFD mostrando en el AI una actitud de morro alto, unos 9°, ligeramente inclinado a la izquierda,259 Kt IAS, 6180 ft de altitud, subiendo a 1300 ft/min,rumbo 270; superpuesto como una cruz rosa el Flight Director FD

Una pantalla principal de vuelo, conocida por sus siglas en inglés PFD (primary flight display), es un instrumento de aeronave moderno dedicado a mostrar la información de vuelo más relevante para el control de pilotaje del avión. Como las pantallas multifunción, las pantallas principales de vuelo están hechas con un visualizador LCD o CRT.
La mayoría de los aviones construidos desde la década de 1980, así como muchos aviones de negocios y un número cada vez mayor de aviones de aviación general más nuevos, tienen cabinas de vidrio equipadas con pantallas primarias de vuelo y multifunción (MFD). Cirrus Aircraft fue el primer fabricante de aviación general en agregar un PFD a su MFD ya existente, que hicieron estándar en sus aviones de la serie SR en 2003.
Los indicadores mecánicos no se han eliminado de la cabina con la aparición del PFD; se conservan como respaldo en caso de una falla eléctrica total.

## Disposición

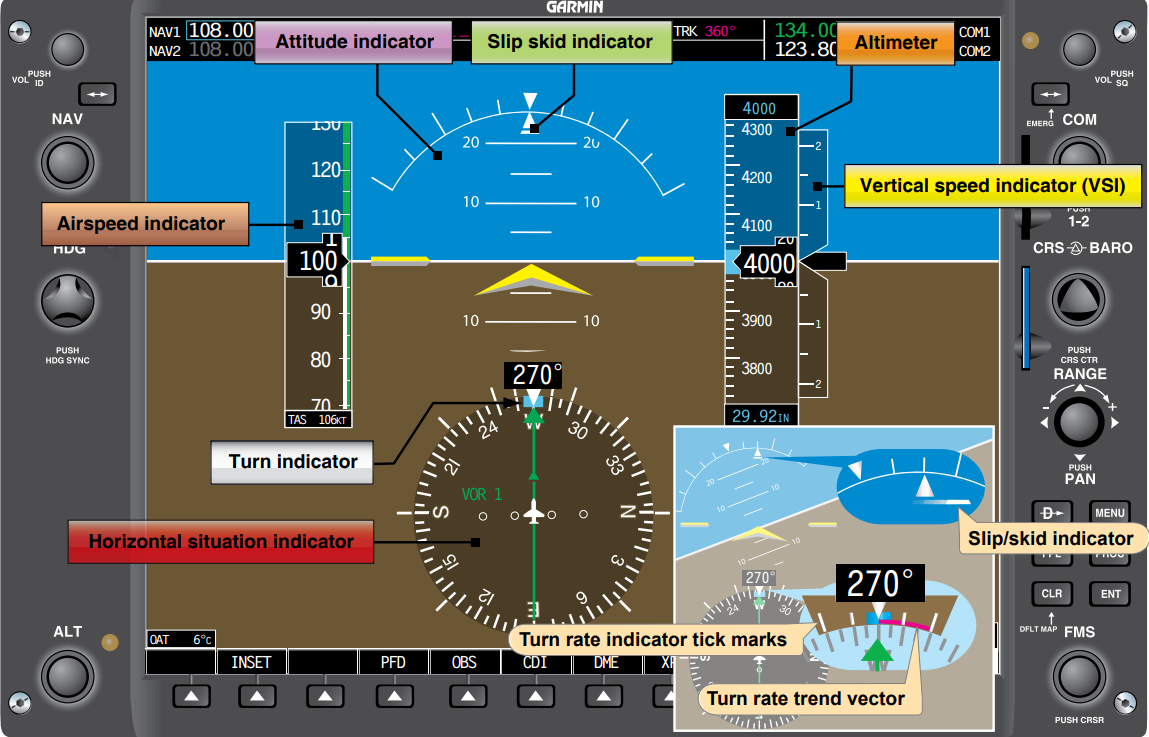
Un PFD con pantallas de instrumentos clave etiquetadas

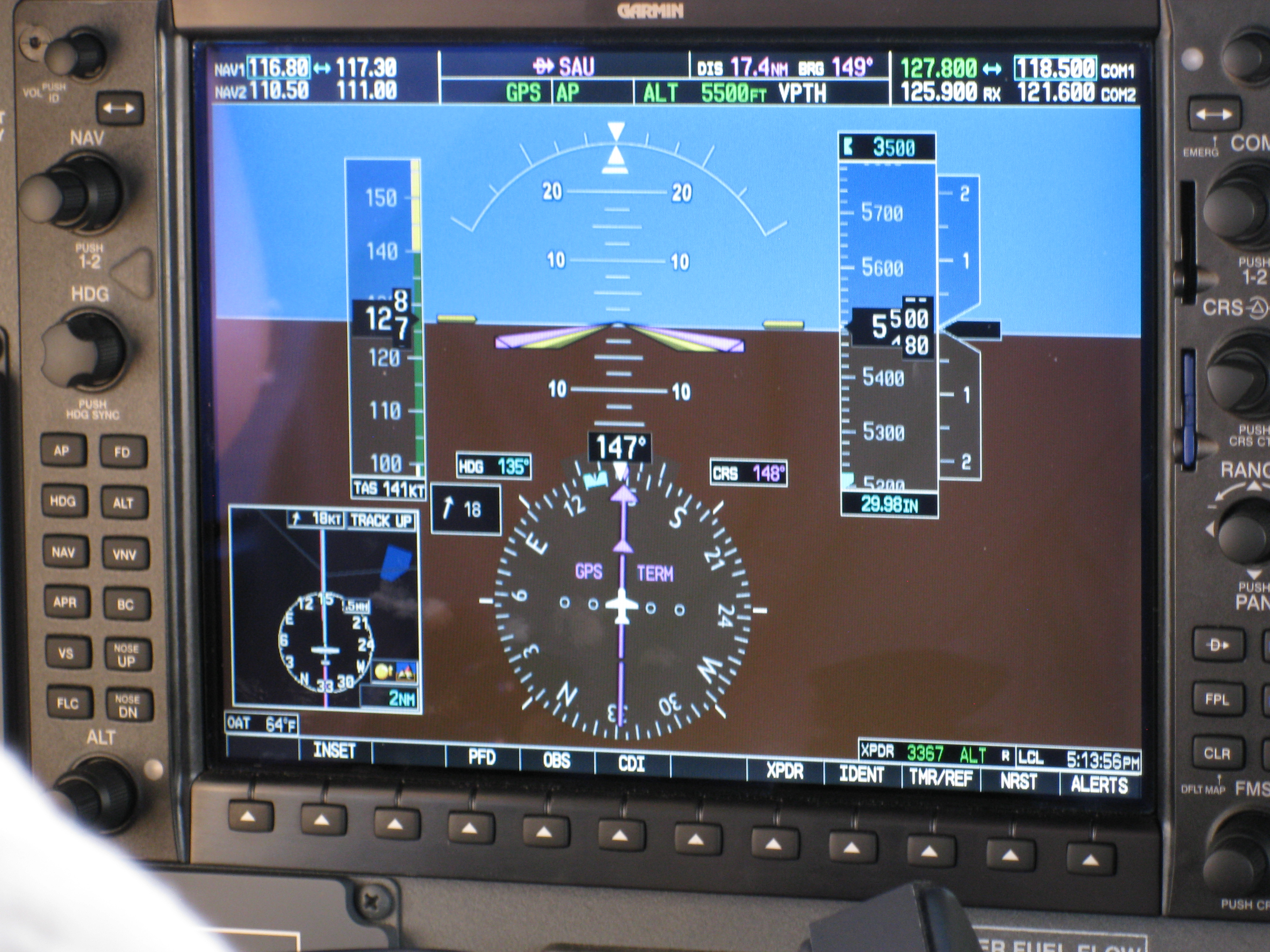
Un PFD de un Garmin G1000

Los detalles del diseño de la pantalla en una pantalla de vuelo primaria pueden variar enormemente, dependiendo de la aeronave, el fabricante de la aeronave, el modelo específico de PFD, ciertas configuraciones elegidas por el piloto y varias opciones internas seleccionadas por el propietario de la aeronave (es decir, una compañía aérea, en el caso de un avión de gran tamaño). Sin embargo, la gran mayoría de los PFD siguen una convención de diseño similar.
El centro del PFD generalmente contiene un Indicador de altitud(AI), que brinda al piloto información sobre las características de cabeceo y balanceo de la aeronave, y la orientación de la aeronave con respecto al horizonte. Sin embargo, a diferencia de un indicador de altitud tradicional, el giroscopio mecánico no está contenido dentro del panel en sí, sino que es un dispositivo separado cuya información simplemente se muestra en el PFD. El indicador de altitud está diseñado para parecerse mucho a las IA mecánicas tradicionales. Otra información que puede aparecer o no en o sobre el indicador de actitud puede incluir el ángulo de pérdida, un diagrama de pista, ILS localizador y “agujas” de trayectoria de planeo, etc. A diferencia de los instrumentos mecánicos, esta información se puede actualizar dinámicamente según sea necesario; el ángulo de pérdida, por ejemplo, se puede ajustar en tiempo real para reflejar el ángulo de ataque crítico calculado del avión en su configuración actual (velocidad aerodinámica, etc.). El PFD también puede mostrar un indicador de la trayectoria futura de la aeronave (durante los próximos segundos), calculada por las computadoras a bordo, lo que facilita a los pilotos anticipar los movimientos y reacciones de la aeronave.
A la izquierda y a la derecha del indicador de altitud suelen estar los indicadores de velocidad aérea y altitud, respectivamente. El indicador de velocidad muestra la velocidad de la aeronave en nudos, mientras que el indicador de altitud muestra la altitud de la aeronave sobre el nivel medio del mar (AMSL). Estas mediciones se realizan a través del sistema pitot de la aeronave, que rastrea las mediciones de presión del aire. Al igual que en el indicador de actitud del PFD, estos sistemas son simplemente datos mostrados de los sistemas mecánicos subyacentes y no contienen ninguna pieza mecánica (a diferencia del indicador de velocidad aérea y el altímetro de un avión). Ambos indicadores generalmente se presentan como “cintas” verticales, que se desplazan hacia arriba y hacia abajo a medida que cambian la altitud y la velocidad del aire. Ambos indicadores a menudo pueden tener "errores", es decir, indicadores que muestran varias velocidades y altitudes importantes, como velocidades V calculadas por un sistema de gestión de vuelo, velocidades que no deben excederse para la configuración actual, velocidades de pérdida, altitudes y velocidades seleccionadas para el piloto automático, etc.
El indicador de velocidad vertical, generalmente al lado del indicador de altitud, indica al piloto qué tan rápido asciende o desciende la aeronave, o la velocidad a la que cambia la altitud. Esto generalmente se representa con números en "miles de pies por minuto". Por ejemplo, una medición de "+2" indica un ascenso de 2000 pies por minuto, mientras que una medición de "-1,5" indica un descenso de 1500 pies por minuto. También puede haber una aguja simulada que muestra la dirección general y la magnitud del movimiento vertical.
En la parte inferior del PFD se encuentra la pantalla de rumbo, que muestra al piloto el rumbo magnético de la aeronave. Funciona de manera muy similar a un indicador de rumbo magnético estándar, girando según sea necesario. A menudo, esta parte de la pantalla muestra no solo el rumbo actual, sino también la trayectoria actual (trayectoria real sobre el terreno), la velocidad de giro, configuración de rumbo actual en el piloto automático y otros indicadores.
Otra información que se muestra en el PFD incluye información de marcadores de navegación, errores (para controlar el piloto automático ), indicadores de senda de planeo ILS , indicadores de desviación de rumbo , configuraciones QFE del indicador de altitud y mucho más.
Aunque el diseño de un PFD puede ser muy complejo, una vez que el piloto se acostumbra a él, el PFD puede proporcionar una enorme cantidad de información con un solo vistazo.

### Airbus
Comenzando con el A350-1000, Airbus propone una simbología común en el PFD y el HUD centrada en un vector de trayectoria de vuelo y una señal de energía en lugar de un director de vuelo, complementando las indicaciones habituales de cabeceo y rumbo para mejorar la conciencia situacional y ayudando a incorporar la visión sintética en el FPD.

## Componentes
Si bien el PFD no utiliza directamente el sistema pitot-estática para mostrar físicamente los datos de vuelo, aún utiliza el sistema para realizar mediciones de altitud, velocidad aérea, velocidad vertical y otras mediciones con precisión utilizando la presión del aire y lecturas barométricas . Una computadora de datos aéreo sanaliza la información y la muestra al piloto en un formato legible. Varios fabricantes producen PFD, que varían ligeramente en apariencia y funcionalidad, pero la información se muestra al piloto de manera similar. La regulación de la Administración Federal de Aviación (FAA) describe que un PFD incluye, como mínimo, un indicador de velocidad aérea, un coordinador de giro, un indicador de altitud, un indicador de rumbo, un altímetro y un indicador de velocidad vertical.

## Desventaja
La gran variabilidad en los detalles precisos del diseño del PFD hace que sea necesario que los pilotos estudien con anticipación el PFD específico de la aeronave específica que volarán, para saber exactamente cómo se presentan ciertos datos. Si bien los conceptos básicos de los parámetros de vuelo tienden a ser los mismos en todos los PFD (velocidad, altitud, altitud), gran parte de la otra información útil presentada en la pantalla se muestra en diferentes formatos en diferentes PFD. Por ejemplo, un PFD puede mostrar el ángulo de ataque actual como un pequeño dial cerca del indicador de altitud, mientras que otro puede superponer esta información en el propio indicador de altitud. Dado que las diversas características gráficas del PFD no están etiquetadas, el piloto debe aprender de antemano lo que significan.
Un fallo de un PFD priva al piloto de una fuente de información extremadamente importante. Si bien los instrumentos de respaldo seguirán proporcionando la información más esencial, pueden estar distribuidos en varias ubicaciones de la cabina, que el piloto debe escanear, mientras que el PFD presenta toda esta información en una sola pantalla. Además, parte de la información menos importante, como errores de velocidad y altitud, ángulos de pérdida y similares, simplemente desaparecerá si el PFD no funciona correctamente; Es posible que esto no ponga en peligro el vuelo, pero aumenta la carga de trabajo del piloto y disminuye la conciencia situacional.